# One 2 Many
One 2 Many war eine norwegische Popband der 1980er Jahre, welche aus Dag Kolsrud (Keyboarder), Camilla Griehsel (Sängerin) und Jan Gisle Ytterdal (Gitarrist) bestand.

## Geschichte
Die Band gründete sich 1988 und veröffentlichten ihren Debütalbum Mirror noch im selben Jahr auf ihrem Musiklabel A&M Records. Das Lied Downtown wurde als erste Single des Albums veröffentlicht und wurde ein Hit in Europa und ein Nummer-eins-Hit in ihrer Heimat Norwegen. Auf der anderen Seite des Atlantiks schaffte es der Titel nach seiner Wiederveröffentlichung im Mai 1989 sogar in die amerikanischen Charts auf Platz 43 der Billboard Hot 100. Die ursprünglich Veröffentlichung 1988 erreichte dort Platz 65. Sie veröffentlichten drei weitere Lieder, jedoch trennte sich die Band noch 1989, da der Erfolg der Band abrupt nachließ und keiner der Lieder mehr in die Charts kam und One 2 Many blieben ein typisches One-Hit-Wonder der 80er Jahre.
Später wurde Kolsrud Mitglied der Band Guys in Disguise, nachdem er bereits vorhatte eine Solokarriere zu starten. Zusätzlich wurde er noch der Tourmanager von a-has Tourneen. Griehsel befreundete sich mit dem britischen Sänger Colin Vearncombe (Black) und heiratete ihn im Jahr 1990.

## Diskografie

### Studioalben
| Jahr | Titel  | Höchstplatzierung, Gesamtwochen, AuszeichnungChartplatzierungen (Jahr, Titel, Platzierungen, Wochen, Auszeichnungen, Anmerkungen) | Höchstplatzierung, Gesamtwochen, AuszeichnungChartplatzierungen (Jahr, Titel, Platzierungen, Wochen, Auszeichnungen, Anmerkungen) | Höchstplatzierung, Gesamtwochen, AuszeichnungChartplatzierungen (Jahr, Titel, Platzierungen, Wochen, Auszeichnungen, Anmerkungen) | Anmerkungen                         |
| Jahr | Titel  | UK | US | NO | Anmerkungen                         |
| ---- | ------ | --- | --- | --- | ----------------------------------- |
| 1988 | Mirror | — | — | NO3 (18 Wo.)NO | Erstveröffentlichung: November 1988 |

### Singles
| Jahr | Titel Album     | Höchstplatzierung, Gesamtwochen, AuszeichnungChartplatzierungen (Jahr, Titel, Album, Platzierungen, Wochen, Auszeichnungen, Anmerkungen) | Höchstplatzierung, Gesamtwochen, AuszeichnungChartplatzierungen (Jahr, Titel, Album, Platzierungen, Wochen, Auszeichnungen, Anmerkungen) | Höchstplatzierung, Gesamtwochen, AuszeichnungChartplatzierungen (Jahr, Titel, Album, Platzierungen, Wochen, Auszeichnungen, Anmerkungen) | Anmerkungen                        |
| Jahr | Titel Album     | UK | US | NO | Anmerkungen                        |
| ---- | --------------- | --- | --- | --- | ---------------------------------- |
| 1988 | Downtown Mirror | UK43 (12 Wo.)UK | US37 (13 Wo.)US | NO1 (17 Wo.)NO | Erstveröffentlichung: Oktober 1988 |

Weitere Singles
- 1989: Another Man
- 1989: Writing on the Wall
- 1989: Nearly There